# أولدينكو
أولدينكو هي بلدية في مقاطعة فرشيلي التابعة لإقليم بييمونتي الإيطالي، تقع على بعد حوالي 70 كيلومتر (43 ميل) إلى الشمال الشرقي من مدينة تورينو وحوالي 10 كيلومتر (6 ميل) شمال غرب مدينة فيرتشيلي.

## السكان
في سنة 1861 بلغ عدد السكان 677 نسمة، وتطور العدد ليصل في سنة 2011 لـ 252 نسمة.
يظهر هذا المخطط البياني تطور النمو السكاني لـ أولدينكو